# We Are Warriors
"We Are Warriors" là một bài hát của ca sĩ người Canada Avril Lavigne phát hành vào ngày 24 tháng 4 năm 2020, định dạng tải xuống kỹ thuật số bởi BMG Rights Management. Bản thu âm ban đầu ccó tựa đề "Warrior", nằm trong album phòng thu thứ sáu của cô Head Above Water (2019), Lavigne đã phát hành bài hát dưới dạng đĩa đơn từ thiện để hỗ trợ Project HOPE trong đại dịch COVID-19.
Video đen trắng được phát hành vào ngày 1 tháng 5 năm 2020 và nó cho thấy các clip của các chuyên gia y tế xen kẽ với các video được gửi từ những người hâm mộ đã quay phim giữ các dấu hiệu và tiếng hét của họ. Ngoài ra, video cũng có cảnh quay từ Head Above Water Tour. Lavigne đã sử dụng một chiếc iPhone để tự quay những cảnh của chính mình từ nhà riêng.

## Xếp hạng
| Chart (2020)                          | Peak position |
| ------------------------------------- | ------------- |
| Canada (Hot Canadian Digital Songs)   | 23            |
| Anh Quốc Download (OCC)               | 100           |
| Hoa Kỳ Digital Song Sales (Billboard) | 24            |

## Lịch sử phát hành
| Quốc gia | Ngày                     | Định dạng                  | Hãng đĩa | Ng.    |
| -------- | ------------------------ | -------------------------- | -------- | ------ |
| Toàn cầu | Ngày 24 tháng 4 năm 2020 | Digital download streaming | BMG      | [ 10 ] |